# Anders Langlands
Anders Langlands ist ein Spezialeffektkünstler.

## Leben
Langlands begann seine Karriere als Spezialeffektkünstler als Shader Writer für den 2004 entstandenen Hollywood-Blockbuster Harry Potter und der Gefangene von Askaban. Seit 2011 arbeitet er als VFX Supervisor, erstmals bei Pirates of the Caribbean – Fremde Gezeiten. Er ist für die Filmeffektfirma Moving Picture Company tätig.
2016 war er zusammen mit Richard Stammers, Chris Lawrence und Steven Warner für den Oscar in der Kategorie Beste visuelle Effekte für Der Marsianer – Rettet Mark Watney nominiert. Im Jahr zuvor war er in der Kategorie Beste visuelle Effekte für X-Men: Zukunft ist Vergangenheit für den BAFTA Film Award nominiert. Für die Effekte in Mulan wurde er 2021 ein weiteres Mal für Oscar und BAFTA nominiert.

## Filmografie (Auswahl)
- 2004: Harry Potter und der Gefangene von Askaban (Harry Potter and the Prisoner of Azkaban)
- 2005: Charlie und die Schokoladenfabrik (Charlie and the Chocolate Factory)
- 2007: Harry Potter und der Orden des Phönix (Harry Potter and the Order of the Phoenix)
- 2008: 10.000 B.C. (10,000 BC)
- 2008: Die Chroniken von Narnia: Prinz Kaspian von Narnia (The Chronicles of Narnia: Prince Caspian)
- 2009: G.I. Joe – Geheimauftrag Cobra (G.I. Joe: The Rise of Cobra)
- 2010: Harry Potter und die Heiligtümer des Todes – Teil 1 (Harry Potter and the Deathly Hallows – Part 1)
- 2010: Kampf der Titanen (Clash of the Titans)
- 2010: Robin Hood
- 2010: Wolfman (The Wolfman)
- 2011: Pirates of the Caribbean – Fremde Gezeiten (Pirates of the Caribbean: On Stranger Tides)
- 2012: Zorn der Titanen (Wrath of the Titans)
- 2013: Man of Steel
- 2014: X-Men: Zukunft ist Vergangenheit (X-Men: Days of Future Past)
- 2015: Der Marsianer – Rettet Mark Watney (The Martian)
- 2016: X-Men: Apocalypse
- 2019: Ad Astra – Zu den Sternen (Ad Astra)
- 2020: Mulan
- 2021: Zack Snyder’s Justice League
- 2022: The Batman

## Nominierungen (Auswahl)
- 2015: BAFTA-Film-Award-Nominierung in der Kategorie Beste visuelle Effekte für X-Men: Zukunft ist Vergangenheit
- 2016: Oscar-Nominierung in der Kategorie Beste visuelle Effekte für Der Marsianer – Rettet Mark Watney
- 2021: Oscar-Nominierung in der Kategorie Beste visuelle Effekte für Mulan
- 2021: BAFTA-Film-Award-Nominierung in der Kategorie Beste visuelle Effekte für Mulan
- 2023: Oscar-Nominierung in der Kategorie Beste visuelle Effekte für The Batman
- 2023: BAFTA-Film-Award-Nominierung in der Kategorie Beste visuelle Effekte für The Batman